# Papilio thoas

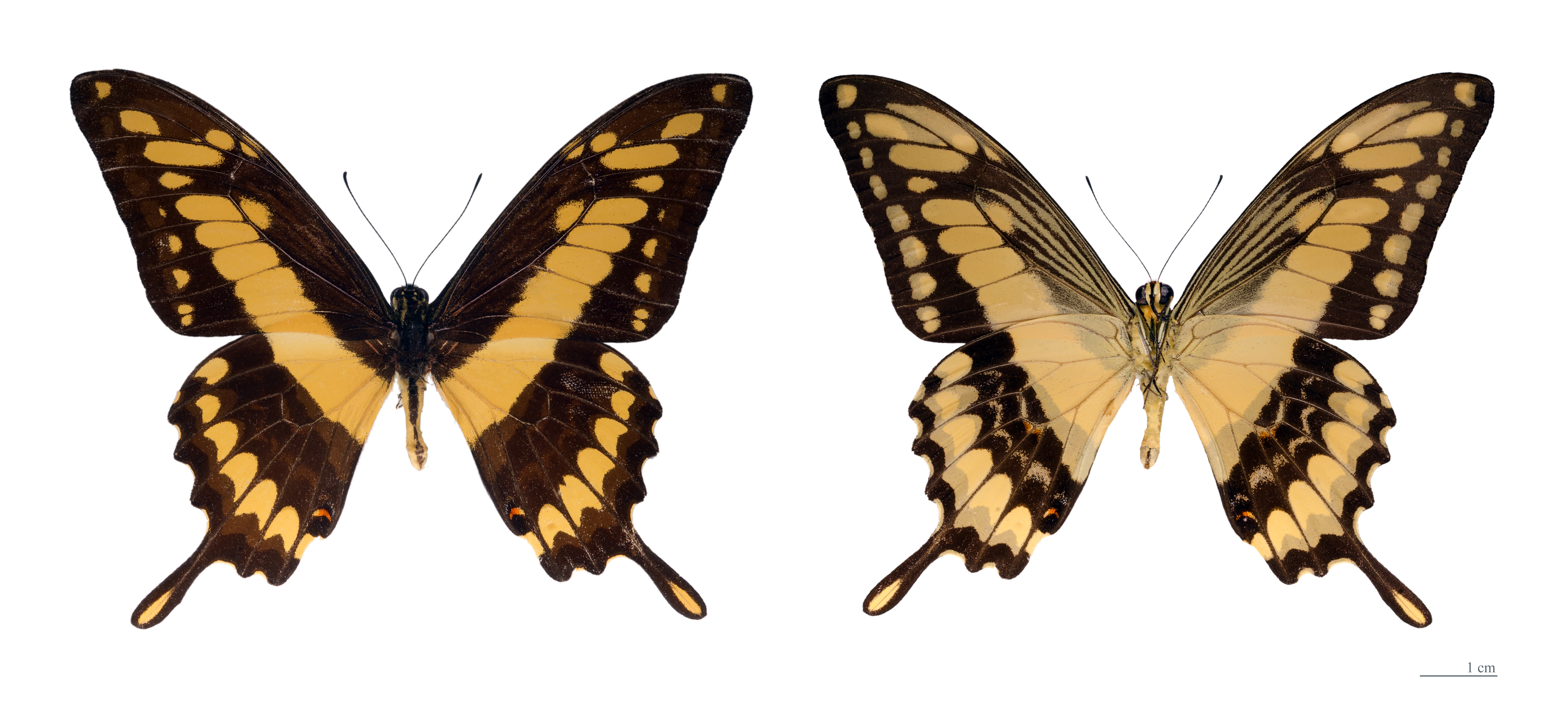
Papilio thoas thoas

Papilio thoas is een vlinder uit de familie van de pages (Papilionidae). De spanwijdte bedraagt tussen de 100 en 130 millimeter.
Het verspreidingsgebied loopt via het zuiden van de Verenigde Staten en Mexico tot het puntje van Zuid-Amerika.
In het tropische deel van het verspreidingsgebied vliegt de vlinder het gehele jaar door terwijl in het noorden de vliegtijd loopt van april tot en met juli.
De waardplanten van de rupsen zijn soorten van de wijnruitfamilie. De voedselplanten van de vlinders zijn soorten van de geslachten Lantana, Caesalpinia en Bougainvillea.